# Réseau des sports
Pour les articles homonymes, voir RDS.

Logo de RDS (1989–2001).

Le Réseau des sports (RDS) est une chaîne de télévision sportive québécoise qui diffuse 24 heures par jour des événements sportifs ainsi que des nouvelles du monde du sport. Inaugurée le 1er septembre 1989, elle figure comme étant la première station francophone au monde du genre. Elle a deux chaînes jumelles sur la télé numérique, soit la chaîne RDS2 ainsi que RDS Info. Elles sont les équivalents francophones du canal canadien-anglais The Sports Network (TSN).
RDS est notamment le diffuseur francophone officiel canadien des matchs des Canadiens de Montréal, une équipe de hockey de la Ligue nationale de hockey. Ces matchs sont commentés par Pierre Houde, ce dernier accompagné de l'analyste et ex-gardien de but dans la LNH professionnel Marc Denis. RDS est aussi le diffuseur francophone exclusif canadien des Sénateurs d'Ottawa, de la LCF, de la NFL, de la NBA, de la Formule 1, de l’UFC, du PGA Tour, des quatre tournois du grand chelem (tennis et golf), de l’ATP, de Curling Canada, des championnats mondiaux de hockey de l'IIHF, de la FIFA et de la NASCAR.

## Histoire
RDS prend le relais de la chaîne TVSQ distribuée sur le câble depuis 1980. La chaîne voit le jour le 1er décembre 1987, à la suite d'une audience publique du CRTC, en même temps que quatre autres chaînes spécialisées : TV5, MétéoMédia, MusiquePlus et le Canal Famille. Fin avril 1988, Vidéotron refuse de lancer simultanément les cinq nouvelles chaînes pour raisons budgétaires, et RDS, qui compte pour la moitié de l'augmentation de 2,40 $ de la facture de câble, voit son lancement reporté à l'automne 1989.
À cette époque, la diffusion des matchs des Canadiens de Montréal et des Nordiques de Québec étaient partagées entre Radio-Canada, TVA et TQS. Quelques matchs comme ceux des Oilers d'Edmonton étaient diffusés simultanément avec TSN. La programmation comprenait des matchs de football, volleyball, tennis, boxe, lutte, quilles, tournois de golf, du ski, des courses de chevaux à Blue Bonnets, chasse et pêche, etc., qui étaient rediffusés durant la nuit et en matinée.

## RDS HD

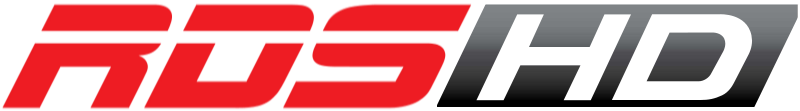
Logo de RDS HD.

La version haute définition du Réseau des sports, RDS HD, fut lancée le 3 octobre 2007 avec la diffusion du match inaugural de la saison 2007-2008 des Canadiens de Montréal. En plus de tous les matchs des Canadiens et du hockey Bud Light, RDS HD offre la diffusion HD de ses grands événements, dont les Séries mondiales de la Ligue majeure de baseball ainsi que le Super Bowl de la NFL. RDS HD est disponible au 1108 sur Bell Télé, au 240 sur Shaw Direct, au 625 sur illico télé numérique, au 520 sur Telus Télé Optik et au 540 sur Cogeco.

## RDS Info

Logo de RDS Info.

RDS a lancé Réseau Info-Sports (RIS) le 21 octobre 2004 afin de fournir des nouvelles en continu sur le monde sportif, et sert aussi à diffuser à l'occasion un autre évènement sportif en direct alternatif à RDS et RDS2. La chaîne est devenue RDS Info le 23 janvier 2012.

## RDS 2

Logo de RDS 2.

Bell Media a annoncé le 15 juin 2011 le lancement de RDS2, une chaîne d'accompagnement de RDS similaire à TSN2 du côté anglophone, qui sera lancée le 7 octobre 2011 en format standard et en haute définition et proposera plus de 1 500 heures d'événements en direct au cours de l'année.
À la suite de l'annonce, RDS et RDS 2 se partageront les acquisitions suivantes : Tour de France, les matchs de la Major League Soccer, la Coupe Vanier, la Coupe Canada de curling, la Coupe du monde de rugby, la NCAA March Madness ainsi que Patinage Canada. Elle est disponible au canal 26 en standard et au canal 626 en haute définition pour les clients de Vidéotron, au canal 192 en standard et au canal 1881 en haute définition pour les clients de Bell Télé satellite.

## Animateurs/Commentateurs/Analystes
Les principaux collaborateurs de Réseau des sports, souvent des anciens sportifs, sont[réf. nécessaire] :
- Guy Boucher - Analyste hockey ;
- Benoît Brunet - Analyste hockey ;
- Guy Carbonneau - Analyste hockey ;
- Alain Crête - Animateur de l'émission Le hockey des Canadiens ;
- Marc Denis - Analyste lors des parties des Canadiens de Montréal ;
- Claudine Douville - Analyste soccer, patinage artistique, rugby, hockey féminin et football australien ;
- Luc Gélinas - Reporter à l'émission Sports 30 ;
- Bruno Gervais - Analyste du hockey du Rocket de Laval et du hockey des Sénateurs d'Ottawa ;
- Marc Griffin - Analyste baseball de la MLB ;
- Guy Hemmings - Analyste et descripteur de curling ;
- Pierre Houde - Descripteur des parties des Canadiens de Montréal ; commentateur des courses de Formule 1 ; reporter aux Jeux olympiques ;
- Stéphane Leroux - Analyste et descripteur du hockey junior
- Yvon Michel - Boxe ;
- Patrick Mahoney - Lecteur de nouvelles, Sports 30 ;
- Olivier Brett - Analyse soccer ;
- Hélène Pelletier - Analyste tennis ;
- Yvan Ponton - Descripteur tennis et animateur de 30 images / seconde ;
- Matthieu Proulx - Analyste au football de la LCF et de la NFL;
- Didier Schraenen - Sports motorisés ;
- Gaston Therrien - Analyste hockey ;
- Alain Usereau - Descripteur baseball de la MLB et curling ;
- Pierre Vercheval - Analyste football de la LCF et de la NFL ;
- Dany Dubé - Analyste hockey ;
- Maxime Talbot - Analyste hockey.
- Luc Bellemare - Animateur des émissions "Entre deux matCHs" et "L'Antichambre" ;
- David Arsenault - Hockey des Sénateurs d’Ottawa et descripteur du football de la LCF et de la NFL.

## 25 ans d'émotions
Depuis la 25e année d'existence de la station, la série documentaire 25 ans d'émotions met en lumière des personnes et événements importants de l'histoire du sport québécois ou canadien.